# 영광 칠산도 괭이갈매기·노랑부리백로·저어새 번식지
영광 칠산도 괭이갈매기·노랑부리백로·저어새 번식지는 대한민국 전라남도 영광군 칠산도에 있는, 괭이갈매기·노랑부리백로·저어새의 번식지이다. 대한민국의 천연기념물 제389호로 지정되어 있다.